# Arvid Virgin (1798–1874)
Arvid Virgin, född den 2 september 1798 i Göteborg, död den 25 november 1874 i Alingsås, var en svensk militär. Han var son till Arvid Virgin och svärfar till Casper Johan Wahlberg.
Virgin blev kadett vid Krigsakademien på Karlberg 1812 och utexaminerades därifrån 1814. Han blev fänrik vid Västmanlands regemente sistnämnda år, löjtnant där 1820, kapten i generalstaben 1827, vid nämnda regemente 1833, och major i armén 1838. Virgin var major och chef för Hallands infanteribataljon 1846–1848. Han blev kammarherre 1832 och riddare av Svärdsorden 1843.